# Siglo I
El siglo I d. C. (siglo primero después de Cristo) o siglo I e. c. (siglo primero de la era común) comenzó el 1 de enero del año 1 y terminó el 31 de diciembre del año 100.

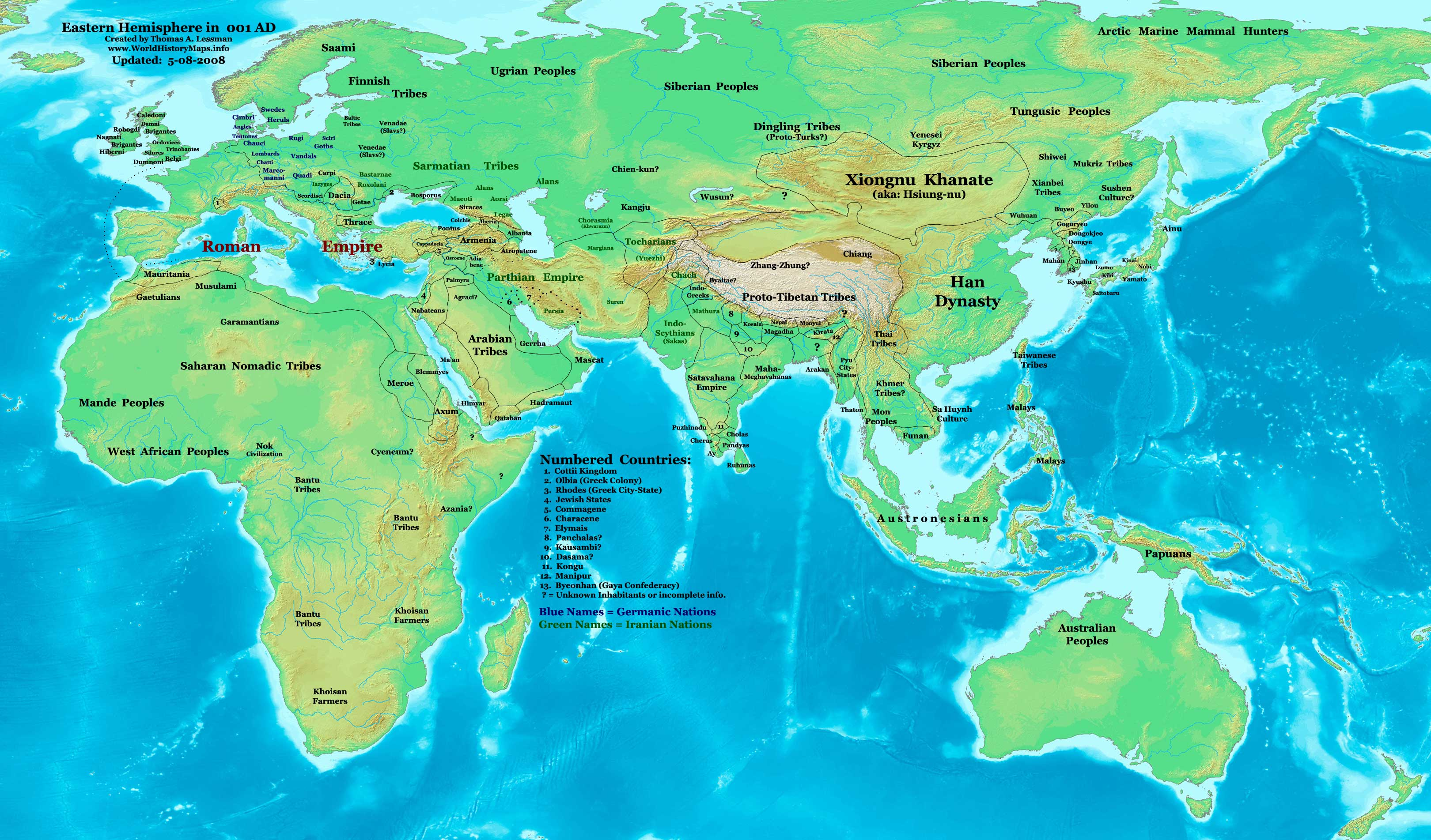
Mapa mundial (excepto América) en torno al.

Durante este siglo el Imperio Romano completó el dominio de Europa meridional y occidental, el norte de África, Asia Menor y el Levante mediterráneo. Las reformas introducidas por Augusto durante su principado estabilizan finalmente el mundo romano tras la agitación política y militar que había caracterizado gran parte del siglo anterior, dando inicio al periodo de paz relativa conocido como Pax Romana.

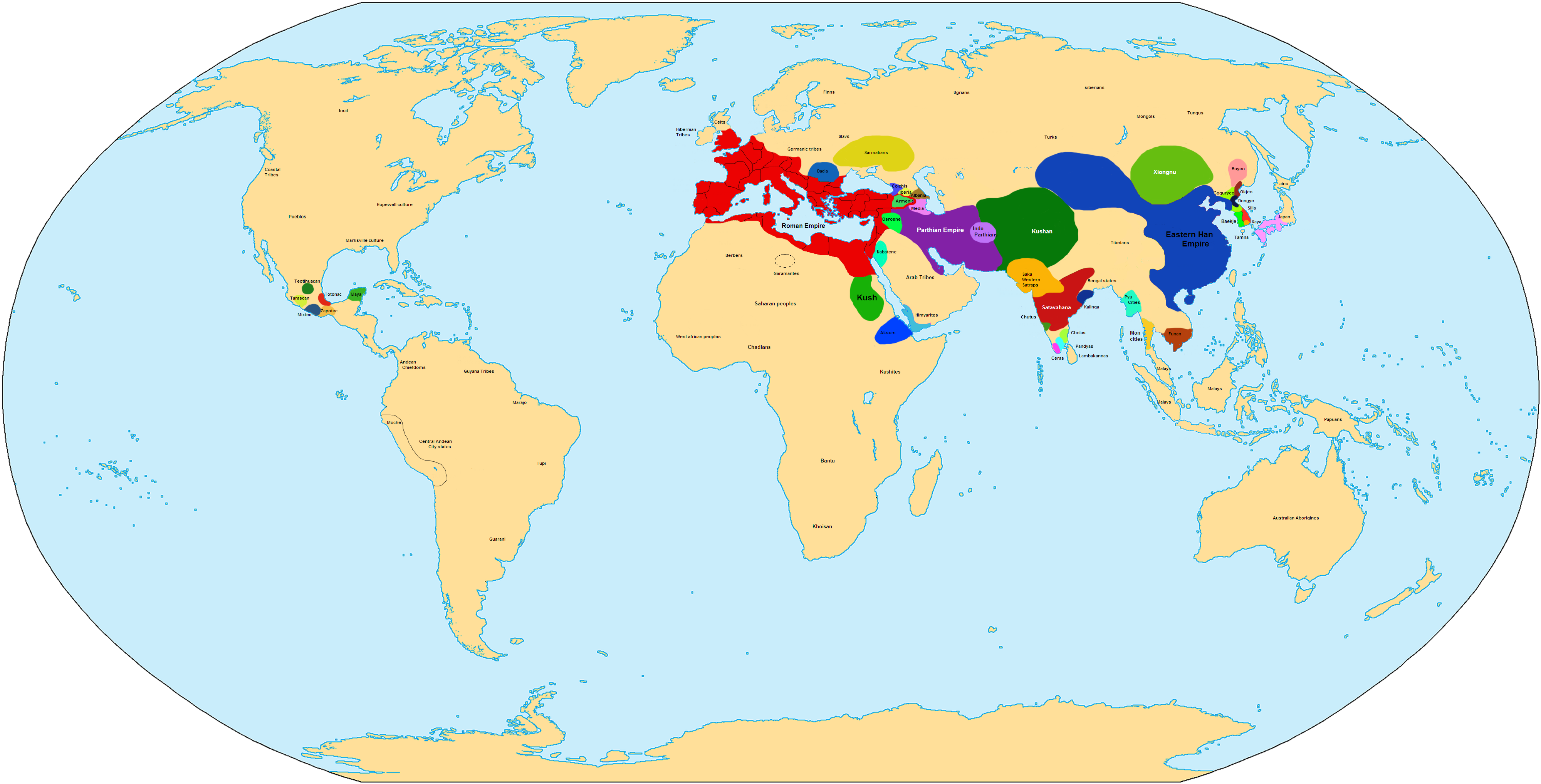
Mapa del mundo a fines del primer siglo.

## Acontecimientos relevantes

### Guerras y política
- 8-23: Wang Mang instaura la efímera dinastía Xin.
- 9: Tres legiones romanas dirigidas por el gobernador Publio Quintilio Varo son exterminadas por los germanos en la batalla del bosque de Teutoburgo.
- 14: Muere Octavio Augusto, primer emperador de Roma, es sucedido por su hijastro, Tiberio.
- 41: El emperador Calígula es asesinado, le sucede su tío Claudio.
- 43: Los romanos conquistan la isla de Britania.
- 44: Muere Herodes Agripa, rey de los judíos y amigo del emperador Claudio.
- 60/61: cerca de Londres, un ejército romano dirigido por el gobernador Cayo Suetonio Paulino derrota a la reina Boudica.
- 66-73: Se produce la primera guerra judeo-romana, entre el Imperio romano y el pueblo judío.
- 69: Vespasiano es proclamado emperador, instaurando la dinastía Flavia.
- 70: Los romanos capturan Jerusalén y destruyen el Templo de Jerusalén.
- 87: Los romanos son derrotados por los desacios del rey Decébalo en la Primera Batalla de Tapae.
- 96: El emperador Domiciano es asesinado, el Senado romano instaura al venerable Nerva como emperador ese mismo día.

### Ciencia y tecnología
- 78: Comienza el uso de calendarios en el sur de Asia.
- Herón de Alejandría desarrolla sus máquinas de vapor.

### Desastres
- 1: El león se extingue en Europa occidental.
- 64: Se produce el Gran incendio de Roma, el emperador Nerón acusa a los cristianos del incendio y es el primer emperador en perseguirlos.
- 79: Entra en erupción el volcán Vesubio, destruyendo a su paso a Pompeya y Herculano.

### Religión
- 27 al 28: Jesús comienza su ministerio. Las bases de su doctrina son la Trinidad, la Encarnación, la Redención y las enseñanzas referentes al amor y la fraternidad.[1]
- 33: Según la tradición cristiana, Jesús de Nazaret es crucificado en Jerusalén.
- 51: Según la tradición cristiana, Pablo de Tarso redacta la Primera epístola a los tesalonicenses, considerada el texto más antiguo del Nuevo Testamento.
- 52: Según la tradición católica, Tomás el Apóstol llega a la India.
- 65 al 67: Los apóstoles cristianos Pedro y Pablo sufren martirio en Roma.[1]
- 85: Se celebra el Concilio de Jamnia.

### Cultura
- Años 0: Se construye el Santuario Shinto de Ise en Japón.
- 20: Se construye la famosa estatua de Augusto de Prima Porta.
- 50: Se construye, en La Coruña, la Torre de Hércules.
- 80: Se finaliza la construcción del Coliseo de Roma, bajo el reinado del emperador Tito.

## Personajes relevantes

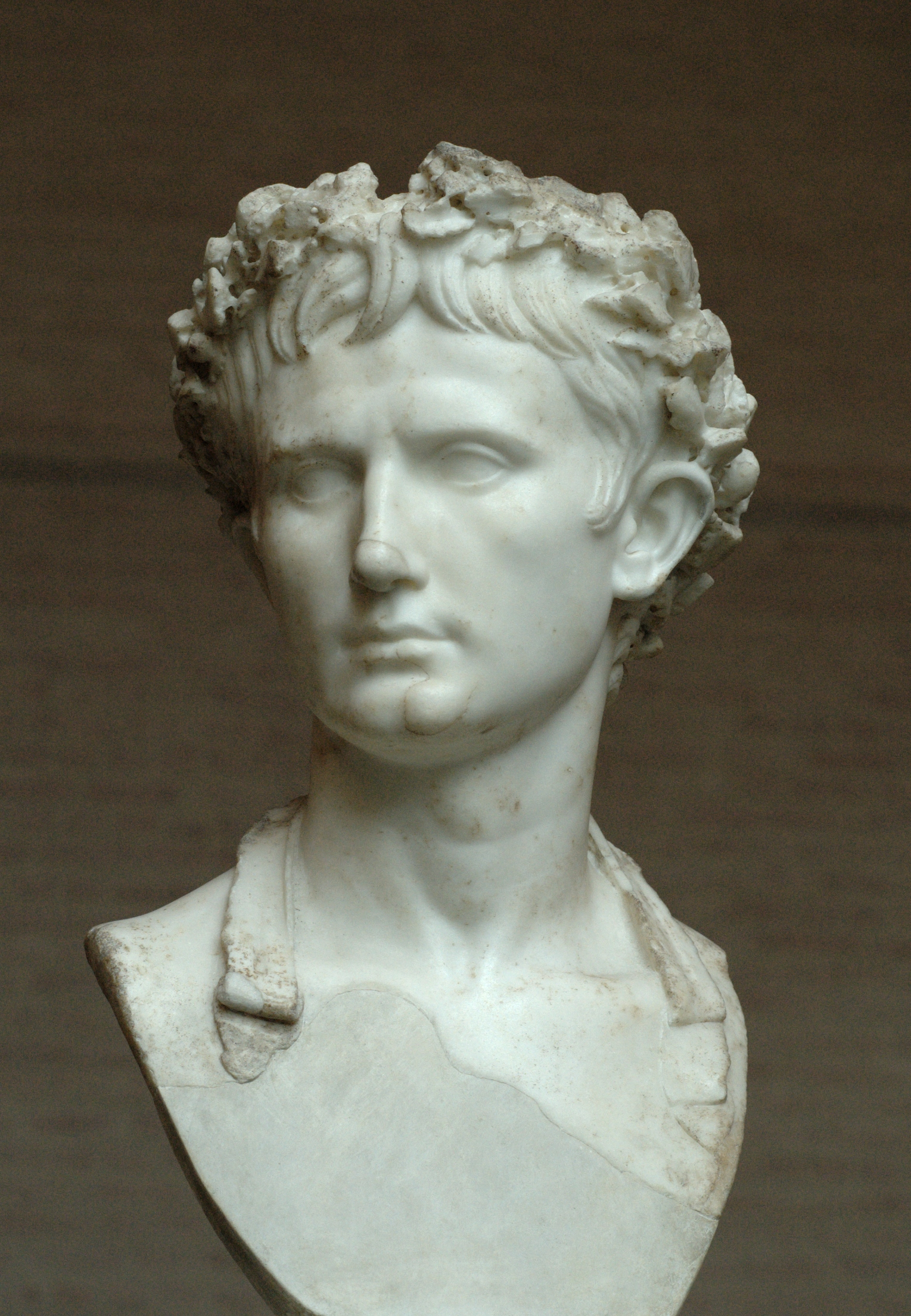
Octavio Augusto, primer emperador de Roma.

- Apolonio de Tiana (3 a. C. - 98 d. C.): filósofo, matemático y místico griego.
- Arminio (16/17 a. C. - 48 d. C.): caudillo germano, conocido por su victoria en la Batalla del bosque de Teutoburgo.
- Boudica (¿? - 61 d. C.): reina de los icenos, dirigió una rebelión en la Britania contra los romanos.
- Calígula (12 d. C.-41 d. C.) primer emperador romano asesinado.
- Claudio (10 a. C. - 54 d. C.): emperador romano, bajo su reinado se conquistó la isla de Britania.
- Cneo Julio Agrícola (40 d. C. - 93 d. C.): militar romano, gobernador de la Britania, conocido por romanizar la región.
- Plutarco (50 - 120), autor de Vidas paralelas, biografías de personajes griegos y romanos.[1]
- Decébalo (81 d. C. - 105 d. C.): rey de los dacios, conocido por derrotar a los romanos.
- Domiciano (51 d. C. - 96 d. C.): emperador romano, último emperador de la dinastía Flavia.
- Estrabón (64/63 a. C. - 24 d. C.): filósofo y geógrafo griego.
- Filón de Alejandría (15/10 a. C. - 45/50 d. C.): filósofo judío.
- Herón de Alejandría (10 a. C. - 70 d. C.): ingeniero y matemático griego.
- Ignacio de Antioquía (35/50 a. C. - 98-117 d. C.): obispo de la Iglesia católica en Antioquía.
- Jesús de Nazaret (¿6 a. C/4 a. C - 30 d. C.?): mesías del cristianismo.
- Juan Bautista (¿5 a. C. - 30 d. C.?) predicador judío, profeta del cristianismo y el islam.
- Judas Iscariote (¿27 a. C. - 33 d. C.?): apóstol de Jesucristo, conocido por traicionarle.
- Julio César Germánico (15 a. C. - 19 d. C.): militar romano, conocido por sus victorias.
- Liu Xiu (5 a. C. - 57 d. C.): emperador chino, restableció a la dinastía Han.
- Livia Drusila (57 a. C. - 29 d. C.): esposa de Octavio Augusto y primera emperatriz de Roma.
- Marco Valerio Marcial (40 d. C. - 104 d. C.): poeta romano.
- María Magdalena (¿1 a. C. - 70 d. C.?): seguidora de Jesús de Nazaret, considerada santa por las iglesias católica, ortodoxa y anglicana.
- Nerón (37 d. C. - 68 d. C.): emperador romano, primer emperador en perseguir el cristianismo.
- Nicómaco de Gerasa (60 d. C. - 120 d. C.): filósofo y matemático neopitagórico.
- Octavio Augusto (63 a. C. - 14 d. C.): hijo adoptivo de Julio César, primer emperador de Roma.
- Ovidio (43 a. C. - 17 d. C.): poeta romano.
- Pablo de Tarso (- 67 d. C.): apóstol de Jesucristo y predicador cristiano.
- Plinio el Viejo (23 d. C. - 79 d. C.): filósofo y naturalista romano.
- Plutarco (- 120 d. C.): historiador romano.
- Policarpo (70 d. C. - 155 d. C.): santo de la Iglesia católica.
- Lucio Anneo Séneca (4 a. C. - 65 d. C.): filósofo estoico romano, tutor del emperador Nerón.
- Sejano (20 a. C. - 31 d. C.): militar romano, se hizo con el poder en el Imperio romano en un breve tiempo.
- Simón Pedro (¿1 a. C. - 67 d. C.?): apóstol de Jesucristo, considerado por la Iglesia católica como su primer papa.
- Tácito (55 d. C. - 120 d. C.): cónsul, gobernador, senador e historiador romano.
- Tiberio (42 a. C. - 37 d. C.): emperador romano, hijo de Octavio Augusto.
- Tito (39 d. C. - 81 d. C.): emperador romano, bajo su reinado se finalizó la construcción del Coliseo.
- Vespasiano (9 d. C. - 79 d. C.): emperador romano, fundador de la dinastía Flavia.